# Tyranneau à face jaune
Zimmerius viridiflavus
Ne doit pas être confondu avec Tyranneau à face d'or.
Espèce
Statut de conservation UICN

 LC  : Préoccupation mineure
Le Tyranneau à face jaune (Zimmerius viridiflavus), aussi appelé Tyranneau à front d'or et Tyranneau de Tchudi, est une espèce de passereaux de la famille des Tyrannidae,,.

## Distribution
Cet oiseau vit sur le versant est des Andes du Pérou (du département de Huánuco à celui de Junín),,.

## Systématique
Cette espèce est monotypique selon la classification de référence du Congrès ornithologique international (version 9.1, 2019).